# London Borough of Hounslow

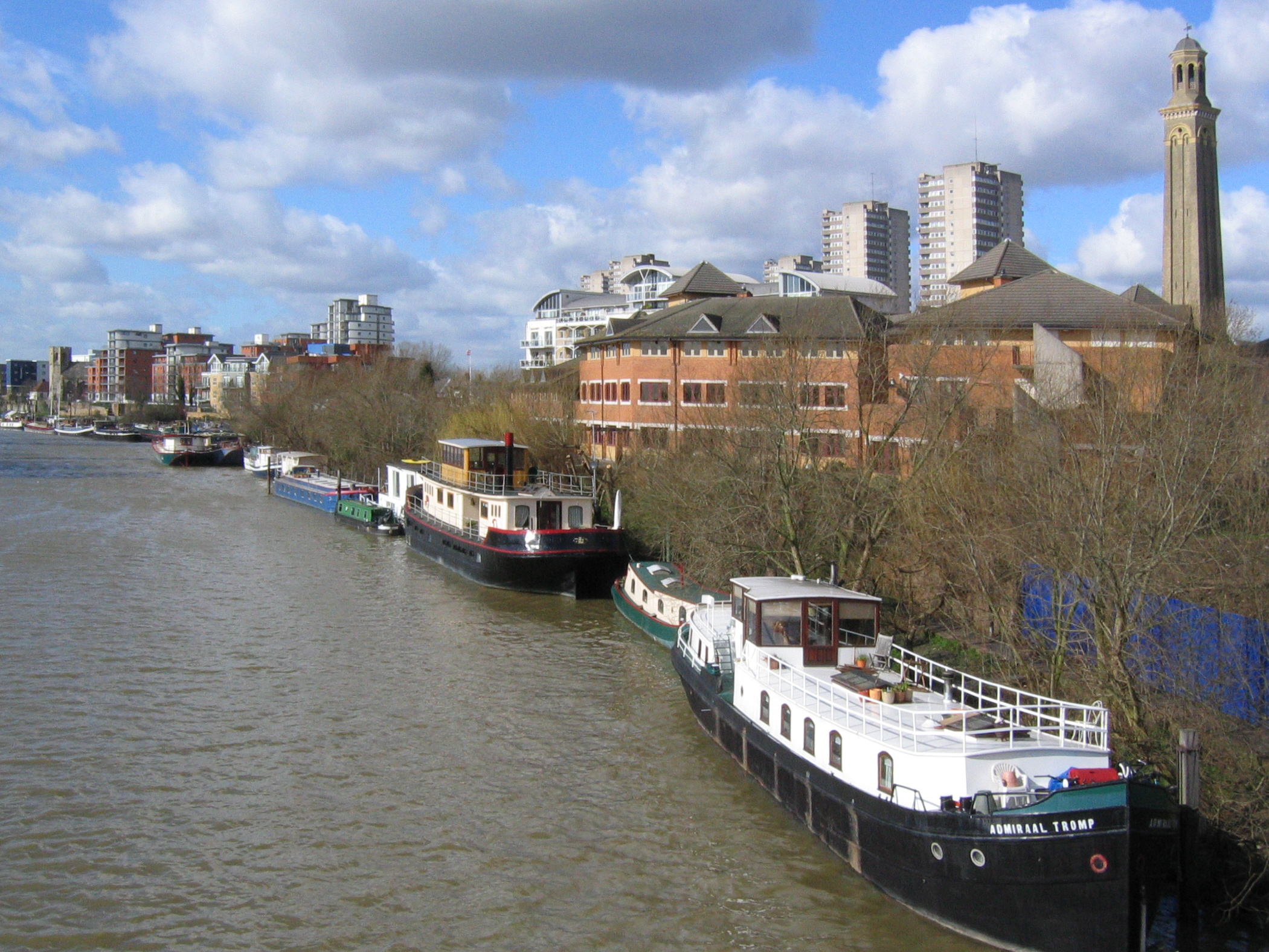
Brentford an der Themse

Der London Borough of Hounslow [ˈhaʊnzləʊ] ist ein Stadtbezirk von London. Er liegt im Westen der Stadt. Bei der Gründung der Verwaltungsregion Greater London im Jahr 1965 entstand er aus dem Municipal Borough of Brentford and Chiswick, dem Feltham Urban District und dem Municipal Borough of Heston and Isleworth in der Grafschaft Middlesex.
An der „Goldenen Meile“ im Stadtteil befinden sich die Hauptsitze von GlaxoSmithKline und British Sky Broadcasting.

## Stadtteile
- Brentford
- Chiswick
- Cranford
- East Bedfont
- Feltham *
- Gunnersbury
- Hanworth
- Hatton
- Heston
- Hounslow *
- Isleworth *
- Lower Feltham
- North Feltham
- North Hyde
- Osterley
- Spring Grove

*) Zu entsprechenden Stadtteilen gibt es noch keine eigenen Artikel, nur Weiterleitungen hierher.

## Bevölkerung
Die Bevölkerung setzte sich 2008 zusammen aus 61,7 % Weißen, 26,7 % Asiaten, 5,0 % Schwarzen und 0,9 % Chinesen.

## Sport
In Hounslow ist der FC Brentford beheimatet.
Hounslow ist Heimat folgender Amateurfußballvereine:
- CB Hounslow United FC (Heimatstadion: Osterley Sports Ground)
- Hanworth Villa FC (Heimatstadion: Rectory Meadow)
- Feltham FC (Heimatstadion: Orchard in East Bedfont)
- Bedfont Sports (Heimatstadion: Bedfont Sports Recreation Ground)
- Ashford Town (Middlesex) (Heimatstadion: The Robert Parker Stadium)

Außerdem ist der Staines Rugby Football Club in Hanworth beheimatet.

## Persönlichkeiten
- Charles Robert Ashbee (1863–1942), Architekt und Dichter
- Garth Leon Underwood (1919–2002), Herpetologe
- Ritchie Blackmore (* 1945), Rockgitarrist (Deep Purple, Rainbow)
- Jimmy Carr (* 1972), Komiker und Fernsehmoderator
- Steven Caulker (* 1991), Fußballspieler
- Sebastian Coe (* 1956), Leichtathlet und Politiker
- Phil Collins (* 1951), Schlagzeuger, Rock-/Pop-Sänger (Genesis)
- Colin Crouch (* 1944), Politikwissenschaftler und Soziologe
- Carol van Driel-Murray (* 1950), Provinzialrömische Archäologin
- John Entwistle (1944–2002), Bassist (The Who)
- Colin Firth (* 1960), Schauspieler
- Digby George Gerahty (1898–1981), Schriftsteller
- Ian Gillan (* 1945), Rock-Sänger (Deep Purple)
- Edmund Goulding (1891–1959), Filmregisseur und Drehbuchautor
- Charles Hawtrey (1914–1988), Schauspieler und Komiker
- Patsy Kensit (* 1968), Schauspielerin
- Dave Lambert (* 1949), Rockmusiker
- Ian McLagan (1945–2014), Rockmusiker
- Dave McMurdo (1944–2011), Jazz-Posaunist
- Francis Maddison (1927–2006), Wissenschaftshistoriker
- Michael Mancienne (* 1988), Fußballspieler
- M. I. A. (* 1975), Sängerin
- Ernest John Moeran (1894–1950), Komponist
- Jimmy Page (* 1944), Rockgitarrist (Led Zeppelin)
- Matt O’Riley (* 2000), Fußballspieler
- Jay Sean (* 1981), R&B-Sänger
- Douglas James Shearman (1918–2003), Geologe und Sedimentologe
- Eric Steiner (* 1945), österreichischer Architekt
- Vince Taylor (1939–1991), Sänger
- Henry Inigo Triggs (1876–1923), Architekt und Gartengestalter
- Alexander Trotman, Baron Trotman (1933–2005), Manager
- Kim Wilde (* 1960), Sängerin

## Städtepartnerschaft
Hounslow hat eine Partnerschaft mit dem Stadtteil Leningrader Distrikt in Krasnodar Krai, Russland.

## Weiteres
Der Film Kick It Like Beckham (2002) spielt in Hounslow.